# Hino do Tocantins
O hino do Tocantins foi oficializado pela lei estadual nº 977, de 30 de abril de 1998. Tem letra de Liberato Costa Póvoa e a música foi composta por Abiezer Alves da Rocha.